# Diaspora Română și Moldavă
Diaspora Română și Moldavă este primul ziar de cultură bilingv din Portugalia.
A fost fondat de Romeo Niram în 2004, la Lisabona, fiind destinat atât intelectualilor români cât și celor portughezi.
Lansarea ziarului a avut loc la Institutul Camões, primul număr fiind dedicat lui Mihai Eminescu, următorul lui Nicolae Iorga, conținând printre altele Luceafărul tradus în portugheză de Dan Caragea, eseuri de Andrei Pleșu, Simion-Doru Cristea, Dan Caragea, José Preto, traduceri din Mircea Eliade, Dumitru Stăniloae, Nicolae Steinhardt, articole legate de marii oameni de cultură români. 
Pentru contribuția sa la dezvoltarea relatiilor culturale luso-române este menționat în „Dicționarul Tematic al Lusofoniei” (Texto Editores, Lisboa, 2005, pagina 848) într-un studiu semnat de Simion Doru Cristea.